# Luis Silvela
Luis Silvela Casado, né à Madrid le 3 juin 1865 et mort le 22 avril 1928, est un avocat et homme politique espagnol. Ministre de l'Instruction publique et des Beaux Arts (entre le 2 et le 22 mars 1918), de l'Intérieur (entre le 9 novembre et le 5 décembre de la même année) et de la Marine (entre le 7 décembre 1922 et le 16 février 1923) durant le règne d'Alphonse XIII, il est haut commissaire espagnol au Maroc en 1923.
Neveu de Francisco Silvela et affilié au Parti libéral, il commence sa carrière politique en obtenant le siège pour la circonscription de Cuba aux élections de 1898. En 1901 il gagne celui de la province de Grenade puis, dès lors et jusqu'en 1923, celui d'Almería.
Il est maire de Madrid à deux reprises, en 1817 et en 1918.
Il est le fondateur et directeur du périodique La Mañana.
En mémoire des services rendus, Alphonse XIII concède à sa fille unique le titre de marquise de Zurgena. Une rue de Madrid porte son nom.